# System III
UNIX System III (o System III) es una versión descontinuada del sistema operativo Unix lanzado por el Unix Support Group (USG) de AT&T.
AT&T anunció System III a fines de 1981, y se lanzó por primera vez fuera de Bell Labs en 1982. UNIX System III era una combinación de varios sistemas Unix de AT&T: Versión 7 Unix, PWB/UNIX 2.0, CB UNIX 3.0, UNIX/RT y UNIX/32V. System III soportaba las computadoras DEC PDP-11 and VAX.
Aparentemente, el sistema se llamó System III porque se consideró la versión externa de UNIX/TS 3.0.1 y CB UNIX 3, que fueron admitidos internamente por Bell Labs Unices; su manual se refiere a él como UNIX Release 3.0 y no había versiones de Unix llamadas System I o System II. Tampoco hubo un lanzamiento oficial de UNIX/TS 4.0 (que habría sido System IV), por lo que System III fue reemplazado por System V, basado en UNIX/TS 5.0.
System III introdujo nuevas funciones, como canalizaciones con nombre, la llamada y el comando del sistema uname y la cola de ejecución. También combinó varias mejoras a la Versión 7 Unix para organizaciones externas. Sin embargo, no incluyó adiciones notables realizadas en BSD, tales como el C shell (csh) y la edición de pantalla.
Las variantes de terceros de System III incluyen (versiones anteriores de) HP-UX, IRIX, IS/3 and PC/IX, PC-UX, PNX, SINIX, Venix y Xenix.